# جرئت (لا لا لا)
«جرئت» تک‌آهنگی از هنرمند اهل کلمبیا شکیرا است.این ترانه از ترانه‌های رسمی جام جهانی فوتبال ۲۰۱۴ برزیل می‌باشد. در ویدئو این ترانه بازیکنان سرشناس فوتبال شامل لیونل مسی، نیمار، سرخیو آگوئرو، خامس رودریگز، اریک آبیدال، رادامل فالکائو، سسک فابرگاس و جرارد پیکه حضور داشتند.
این تک‌آهنگ در چارت‌های والونیا، اسپانیا، لهستان، فنلاند، فلاندرز، سوئیس، جزو ده ترانه اول قرار گرفت.